# Składowisko odpadów

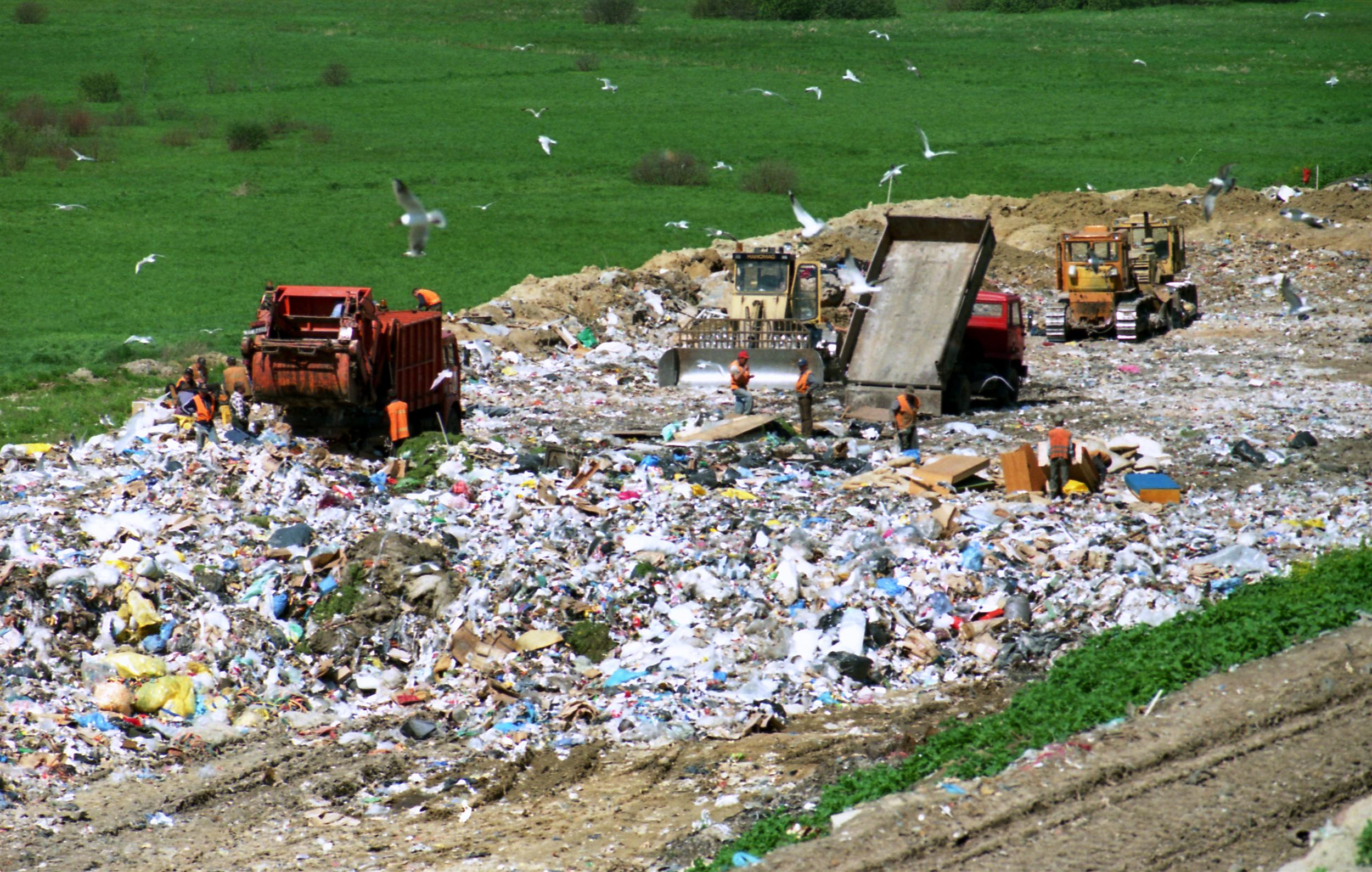
Składowisko odpadów w Łubnej

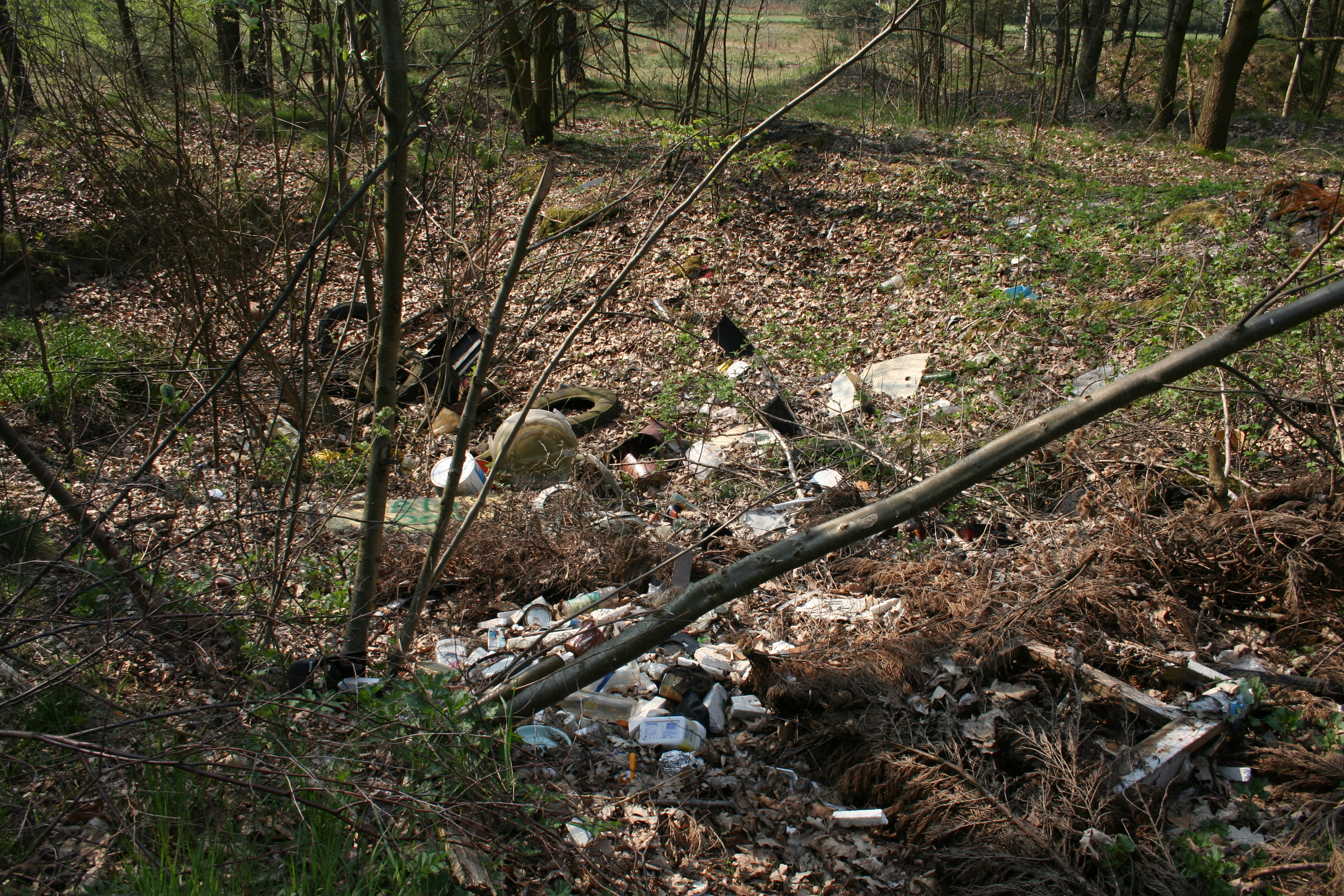
Składowisko nielegalnie utworzone na terenie Parku Krajobrazowego Lasy nad Górna Liswartą

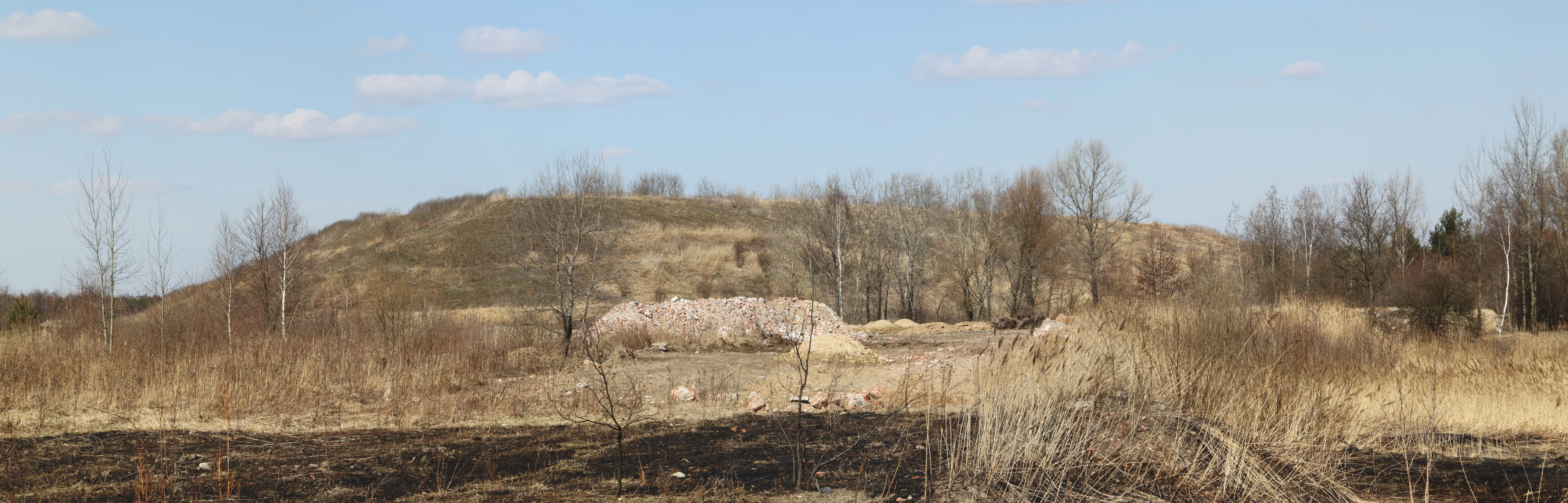
Zrekultywowane składowisko odpadów w Markach

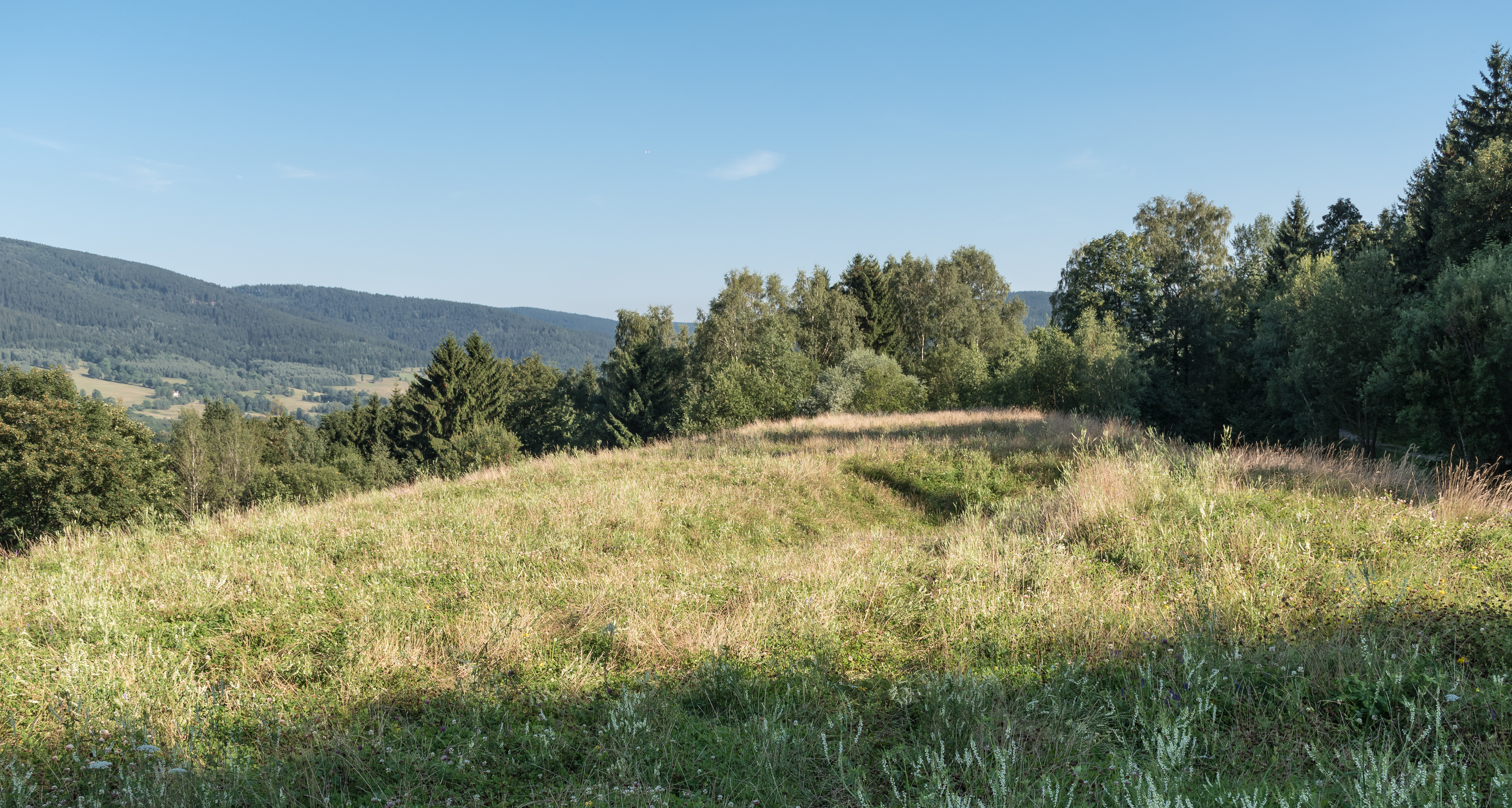
Zrekultywowane składowisko odpadów w Starej Morawie

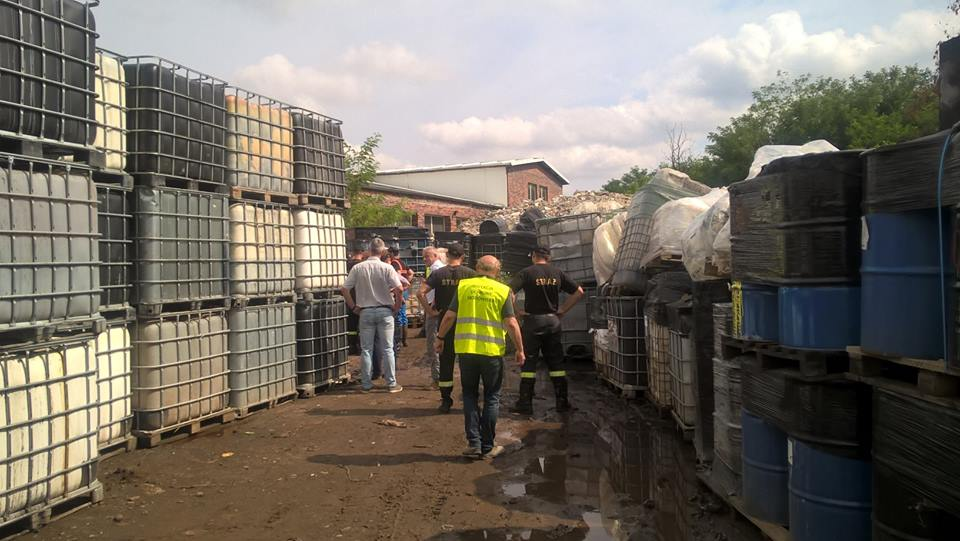
Nielegalne składowisko odpadów niebezpiecznych w Wiechlicach gm. Szprotawa w 2017

Składowisko odpadów – zlokalizowany i urządzony zgodnie z przepisami obiekt zorganizowanego deponowania odpadów. Pojęcie składowisko obejmuje również wylewisko odpadów ciekłych, wysypisko odpadów komunalnych, a także zwałowiska mas ziemnych. Składowanie odpadów może odbywać się wyłącznie w miejscu do tego wyznaczonym. Niekiedy w tym samym miejscu prowadzi się też selekcję i częściowy odzysk surowców wtórnych. Właścicielem składowiska jest zazwyczaj miejscowy samorząd terytorialny.

## Charakterystyka
Pod względem budowlanym składowiska odpadów należą do najtrudniejszych technicznie obiektów, ponieważ wymaga się od nich maksymalnej szczelności i zapewnienia minimalnego oddziaływania na otoczenie, a równocześnie są to obiekty o bardzo dużej powierzchni i pojemności oraz czasie eksploatacji trwającym kilkadziesiąt lat.
Szkodliwość składowiska odpadów dla środowiska zależy od wielu czynników, a w szczególności od właściwości odpadów (fizycznych, chemicznych, biologicznych), jakości gruntu, sposobu zagospodarowania środowiska przyległego do składowiska oraz jego eksploatacji, a także sposobu rekultywacji i docelowego zagospodarowania terenu składowiska. O uciążliwości dla otoczenia i trudnościach w eksploatacji składowiska w dużej mierze decydują właściwości wybranego miejsca.
Wyróżnia się położenie wgłębne (wyrobiska, parowy, wąwozy), zboczowe (fragmenty parowów, kotlin lub nasypów ziemnych) i płaskie (konieczność wyniesienia bryły składowiska ponad otaczający teren). Składowiska można również podzielić na nadpoziomowe (znajdujące się na terenie płaskim), podpoziomowe (powstałe na obniżeniach terenu) oraz boczne (oparte o zbocza).

## Rodzaje składowisk
W Polsce istnieją trzy rodzaje składowisk:
- Niezorganizowane – zajmują wyrobiska lub naturalne zagłębienia terenu, bez specjalnego przygotowania. Skutkiem takiego składowania odpadów jest m.in. zanieczyszczenie wód gruntowych, niekontrolowana emisja gazów do atmosfery oraz nadmierny rozwój ptactwa i gryzoni.
- Pół-zorganizowane – budowa takich składowisk w ostatnich latach jest podejmowana dość często. Od poprzedniego rodzaju składowisk odróżnia je zastosowanie izolacji składowanych odpadów od podłoża. Sposób ten jednak również nie zabezpiecza środowiska przed emisją odcieków oraz odorów i pyłów. Stanowi przejściową formę w dążeniu do prawidłowego urządzenia i eksploatacji składowisk.
- Zorganizowane – posiadają one specjalną lokalizację, z uwzględnieniem kryteriów hydrogeologicznych i geotechnicznych, spełniają obowiązujące wymogi techniczne oraz są odpowiednio eksploatowane.

## Typy składowisk
W Polsce wyróżnia się trzy typy składowisk odpadów (na podstawie art. 103 ust. 2 ustawy z dnia 14 grudnia 2012 roku o odpadach (Dz.U. z 2023 r. poz. 1587)):
1. składowisko odpadów niebezpiecznych
2. składowisko odpadów obojętnych
3. składowisko odpadów innych niż niebezpieczne i obojętne (w tej grupie znajdują się składowiska odpadów komunalnych).

Na składowiskach można składować odpady, których rodzaj określa instrukcja prowadzenia składowiska. Odpady na składowiskach powinny być składowane w sposób selektywny i tylko takie odpady, z których wcześniej odzyskano odpady nadające się do ponownego przetworzenia.
Zakazuje się w Polsce składowania na składowisku odpadów następujących rodzajów odpadów:
1. występujących w postaci ciekłej, w tym odpadów zawierających wodę w ilości powyżej 95% masy całkowitej, z wyłączeniem szlamów;
2. o właściwościach wybuchowych, żrących, utleniających, wysoce łatwopalnych lub łatwopalnych;
3. zakaźnych medycznych i zakaźnych weterynaryjnych;
4. powstających w wyniku badań naukowych i prac rozwojowych lub działalności dydaktycznej, które nie są zidentyfikowane lub są nowe i których oddziaływanie na środowisko jest nieznane;
5. opon i ich części, z wyłączeniem opon rowerowych i opon o średnicy zewnętrznej większej niż 1400 mm;
6. ulegających biodegradacji selektywnie zebranych;
7. określonych w przepisach odrębnych aniżeli ustawa o odpadach.

W Polsce największe składowisko odpadów „Łubna” mieści się niedaleko Warszawy w miejscowości Baniocha (nieopodal wsi Łubna), w gminie Góra Kalwaria.

## Rekultywacja
Składowiska odpadów, po zakończeniu ich eksploatacji, poddaje się rekultywacji. Rekultywacja może mieć różne kierunki: zagospodarowanie leśne, rolniczo-produkcyjne, rekreacyjne i budowlane. Kierunek rolny przewiduje zwłaszcza uprawy pastewne, zwłaszcza trawy i może mieć charakter przejściowy do zalesienia lub zabudowy. Możliwe jest też przeznaczenie orne, sadownicze, czy nawet warzywnicze (w tym ogrody działkowe). Tereny powysypiskowe można przeznaczać na fermy zwierząt futerkowych. Zagospodarowanie leśne przewiduje zalesienie składowiska, do czego szczególnie nadają się drzewa liściaste. Zagospodarowanie rekreacyjne to przede wszystkim tereny narciarskie (sztuczne stoki, koleje linowe, wyciągi), trasy rowerowe, czy parki, stąd najbardziej nadają się do tego wysypiska nadpoziomowe w pobliżu dużych aglomeracji. Na potrzeby budowlane nadają się głównie wysypiska gruzu, popiołu i żużli (mniejsza wilgotność). Można tam zakładać np. parkingi, place składowe, czy garaże.

## Pożary składowisk

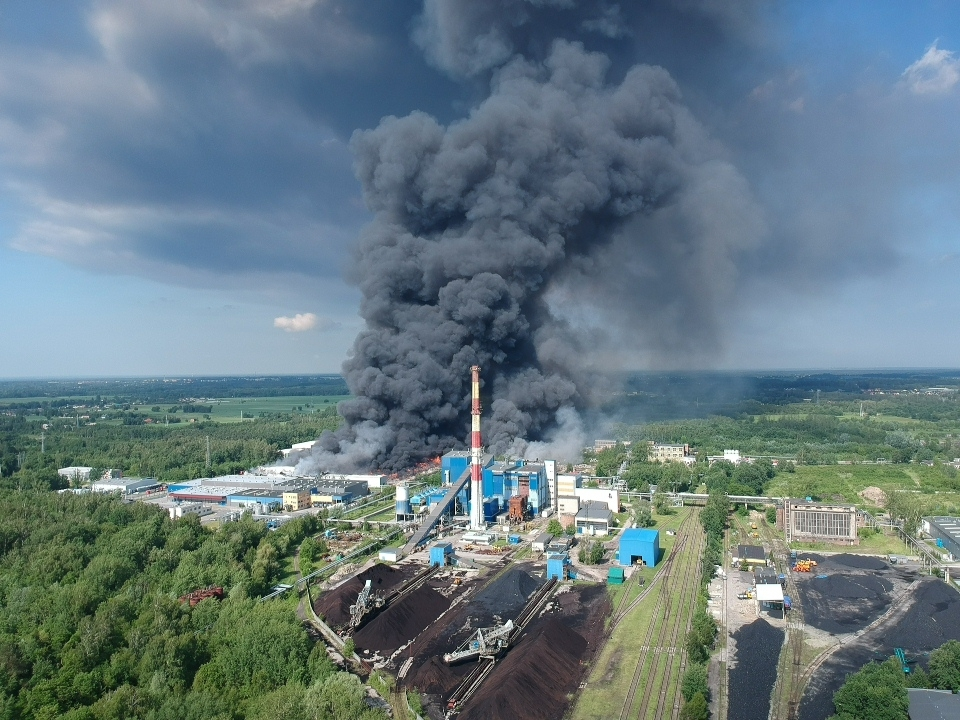
Pożar składowiska w Zgierzu w maju 2018 roku

W 2018 roku zanotowano niespotykaną wcześniej liczbę pożarów składowisk śmieci w całej Polsce. Według Straży są przesłanki wskazujące na to, że pożary mogły nie być przypadkowe, a podpalenia miały umożliwić nielegalne pozbycie się odpadów.